# Paul Mara
Paul Richard Mara (* 7. September 1979 in Ridgewood, New Jersey) ist ein ehemaliger US-amerikanischer Eishockeyspieler und derzeitiger -trainer, der im Verlauf seiner aktiven Karriere zwischen 1996 und 2013 unter anderem 767 Spiele für die Tampa Bay Lightning, Phoenix Coyotes, Boston Bruins, New York Rangers, Canadiens de Montréal und Anaheim Ducks in der National Hockey League auf der Position des Verteidigers bestritten hat. Seit Sommer 2018 ist Mara Cheftrainer der Boston Pride aus der Premier Hockey Federation.

## Karriere

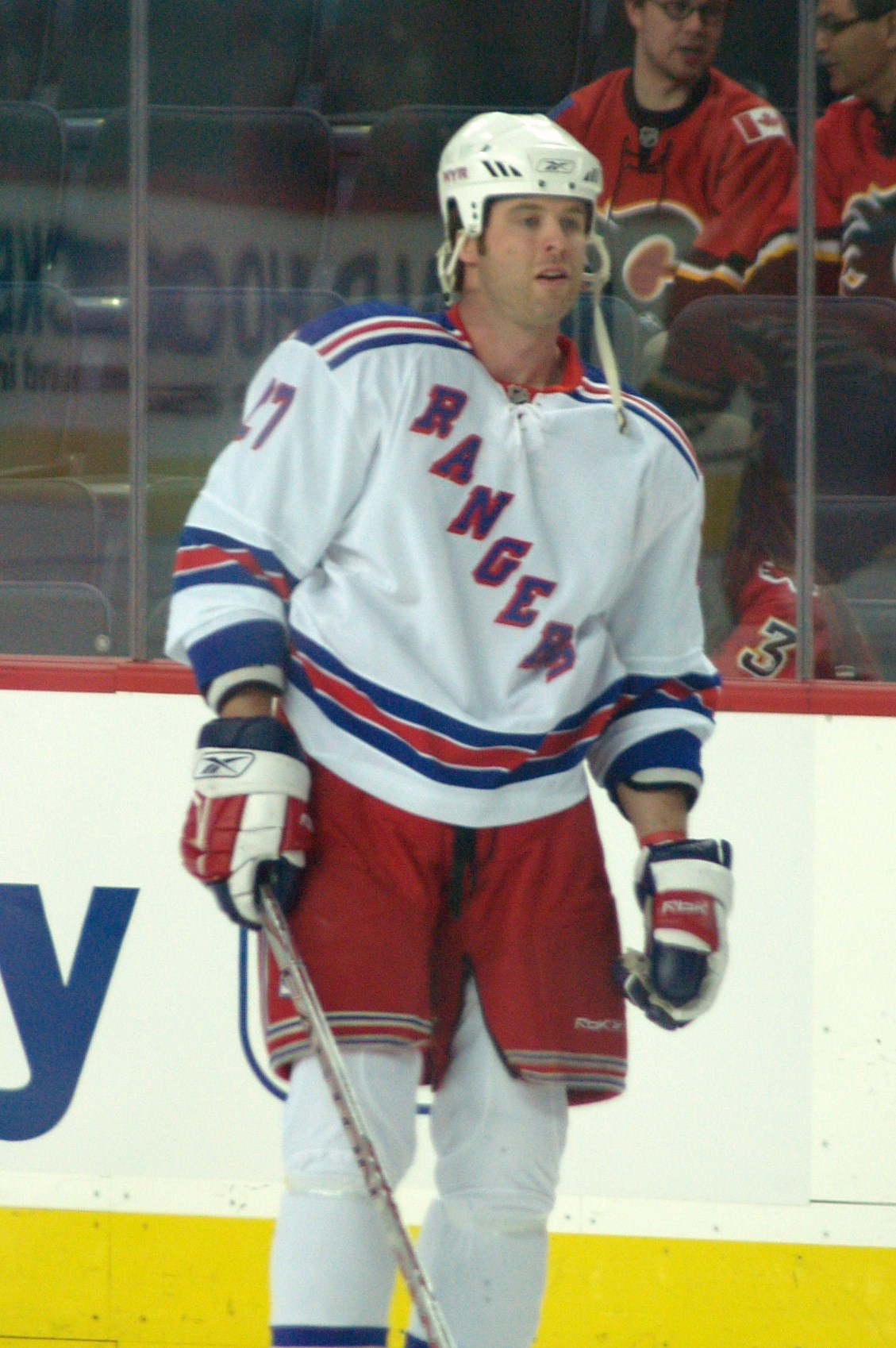
Mara im Trikot der New York Rangers

Mara spielte während seiner Juniorenzeit in der Ontario Hockey League bei den Sudbury Wolves und den Plymouth Whalers. Nach starken Leistungen wurde er beim NHL Entry Draft 1997 von den Tampa Bay Lightning in der ersten Runde als Siebter ausgewählt.
In Tampa konnte er sich jedoch nicht so recht durchsetzten und spielte immer wieder im Farmteam bei den Detroit Vipers in der International Hockey League. Als die Tampa Bay Lightning den Torwart Nikolai Chabibulin verpflichteten, wurde Mara im Gegenzug zu den Phoenix Coyotes abgegeben.
In der NHL-Streiksaison 2004/05 spielte er in der Deutschen Eishockey Liga für die Hannover Scorpions. Nach einem weiteren Jahr in Phoenix wechselte er zu den Boston Bruins. Im Februar 2007 transferierten die Bruins Paul Mara im Austausch für Aaron Ward zu den New York Rangers. Am 10. Juli 2009 unterschrieb er einen Einjahresvertrag bei den Canadiens de Montréal. Im September 2010 unterzeichnete Mara einen auf ein Jahr befristeten Vertrag bei den Anaheim Ducks. Im Februar 2011 gaben ihn diese im Austausch für ein Fünftrunden-Wahlrecht im NHL Entry Draft 2012 an die Montréal Canadiens ab. Nachdem er in der Saison 2011/12 ohne Verein geblieben war, stand er zu Beginn der folgenden Spielzeit bei den Ontario Reign in der ECHL auf dem Eis. Im Januar 2013 wurde Mara an die Houston Aeros in die American Hockey League ausgeliehen und verblieb dort für den Rest der Saison.
Nach seinem Karriereende begann Mara als Trainer zu arbeiten. Bei den Olympischen Winterspielen 2018 betreute er die Frauen-Eishockeynationalmannschaft der Vereinigten Staaten als Assistenztrainer und gewann mit dem Team die Goldmedaille. Zur Saison 2018/19 übernahm er den Cheftrainerposten der Boston Pride aus der Premier Hockey Federation.

## Erfolge und Auszeichnungen
- 2002 Teilnahme am NHL YoungStars Game
- 2008 Victoria-Cup-Gewinn mit den New York Rangers

### International
- 1997 Silbermedaille bei der U20-Junioren-Weltmeisterschaft
- 2004 Bronzemedaille bei der Weltmeisterschaft

## Karrierestatistik

### International
Vertrat die USA bei:
- Junioren-Weltmeisterschaft 1997
- Junioren-Weltmeisterschaft 1998
- U20-Junioren-Weltmeisterschaft 1999
- Weltmeisterschaft 2004

(Legende zur Spielerstatistik: Sp oder GP = absolvierte Spiele; T oder G = erzielte Tore; V oder A = erzielte Assists; Pkt oder Pts = erzielte Scorerpunkte; SM oder PIM = erhaltene Strafminuten; +/− = Plus/Minus-Bilanz; PP = erzielte Überzahltore; SH = erzielte Unterzahltore; GW = erzielte Siegtore; 1 Play-downs/Relegation; Kursiv: Statistik nicht vollständig)